# Empirisme transcendantal
L'empirisme transcendantal est un point de vue philosophique introduit par Gilles Deleuze qui vise à concilier l'empirisme avec le concept kantien de « transcendantal ». L'expression apparaît dans Différence et répétition (1968) pour la première fois, et puis notamment dans "Immanence: une vie..."  (1995), mais il est possible de retracer son idée jusqu'à Empirisme et subjectivité (1953), lorsque Deleuze incite à relire Kant avec Hume.
Selon François Zourabichvili, l'empirisme transcendantal a deux sens :
1. il « signifie d'abord que la découverte des conditions de l'expérience suppose elle-même une expérience au sens strict (…) [soit] l'exercice (…) d'une faculté (…) portée à sa limite, confrontée à ce qui la sollicite dans sa seule puissance. »
2. il signifie « ensuite que les conditions ne sont jamais générales mais se déclinent suivant des cas. »